# Adlerhorst

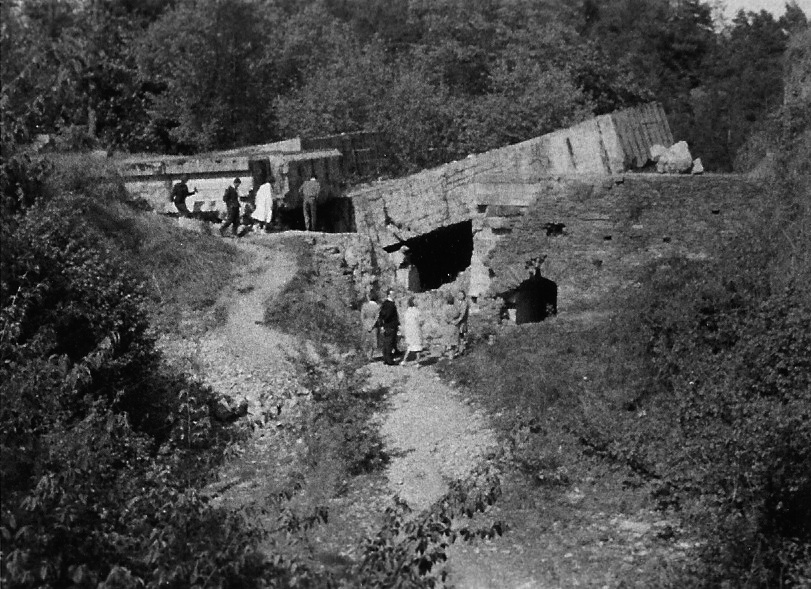
El búnker en 1956

El Adlerhorst (Nido de águila, en alemán) fue un complejo de búnkeres de la Segunda Guerra Mundial en Alemania, ubicado cerca de Langenhain-Ziegenberg, el posterior asentamiento de Wiesental y Kransberg dentro de los distritos de Wetterau y Alto Taunus en el estado de Hesse.
Diseñado por Albert Speer como el principal complejo de mando militar de Adolf Hitler, Hitler lo reasignó en febrero de 1940 al jefe de la Luftwaffe, Hermann Göring, como su cuartel general para la Batalla de Inglaterra y, más tarde, sirvió como el único cuartel general de campo de Hitler durante el período de diciembre de 1944 a enero de 1945, durante la Ofensiva de Las Ardenas

## Función
Antes de la Segunda Guerra Mundial no había ningún Cuartel General debido a que Hitler utilizaba complejos o instalaciones militares ya instaladas. Posteriormente se crearon una serie de complejos para el Fürher bajo el desarrollo arquitectónico de Martin Bormann y Albert Speer. Los más famosos fueron el Führerbunker de Berlín, el Complejo Berghof en Berchtesgaden, Baviera y Wolfsschanze, conocido en español como Guarida del Lobo, en Kętrzyn, en la actual Polonia.
La noble austríaca Emma von Scheitlein adquirió el Castillo de Kransberg en 1926 y lo usó para eventos sociales. Fue elegido por Hitler como ubicación central para el cuartel general de mando, por lo que el gobierno nazi lo tomó en 1939. Inmediatamente Speer empezó a adaptarlo diseñando una infraestructura de grado militar disfrazada para que encajara con su entorno.

## Construcción
El complejo principal era una serie de 7 edificios en un recinto densamente arbolado. Cada uno de los 7 edificios fueron diseñados como búnkeres antiaéreos, con paredes de hormigón de 0.91 metros de espesor; cada uno tenía una apariencia disimulada como una cabaña tradicional con un entramado de madera, ventanas en el segundo piso y cestas de flores bajo un techo de tejas inclinadas. Internamente, las construcciones estaban hechas a la tradición alemana, con pisos de roble, paredes de pino, muebles tapizados con cuero, un juego de lámparas y algunos cuernos de venado.
A los lugareños les dijeron que se trataba de una expansión de la zona aérea de Bad Münstereifel. No se sabe si había alguien más allá del círculo de Hitler que supiera sobre la construcción o la importancia de las construcciones.

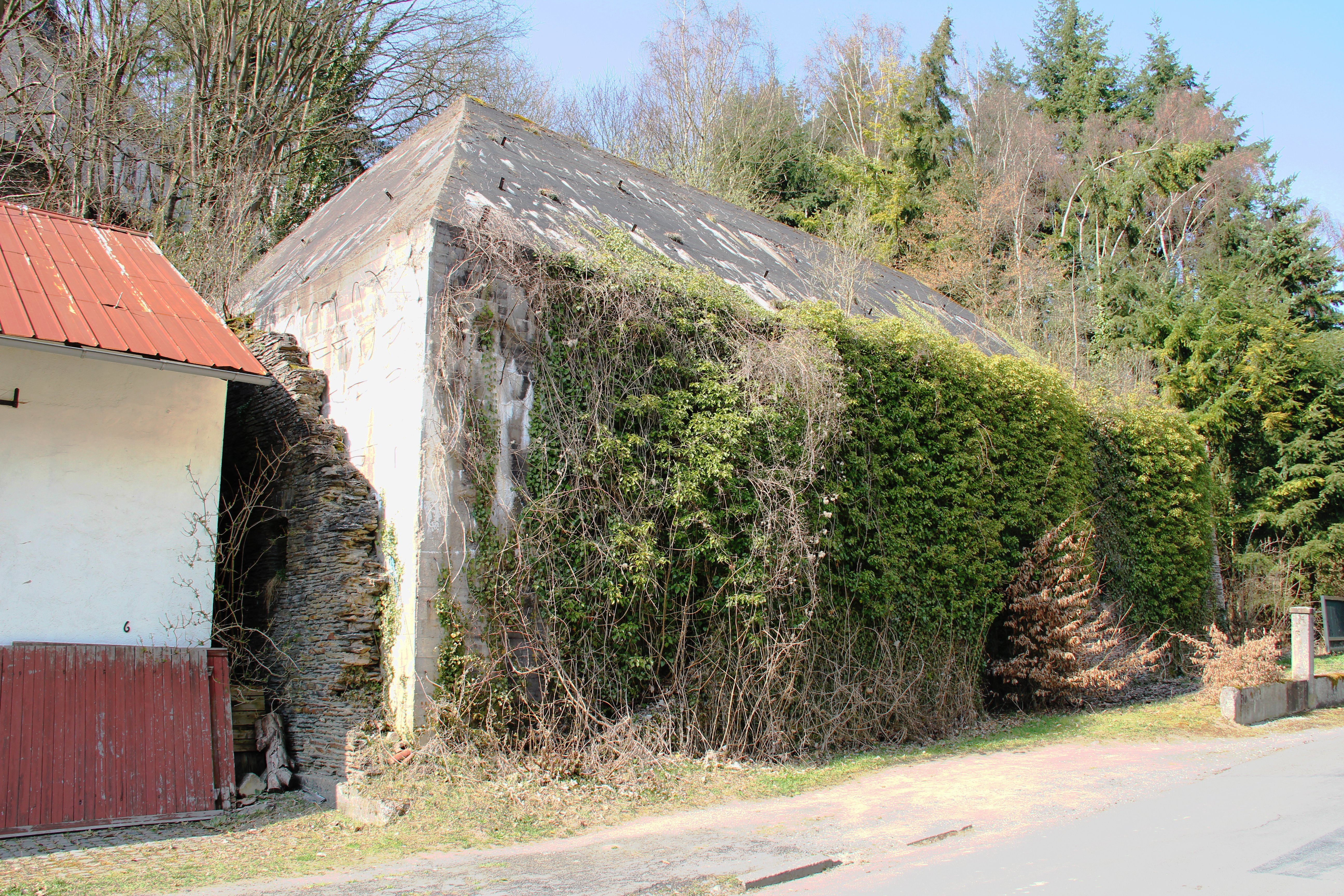
Restos de una caseta de vigilancia al frente del complejo de Adlerhorst. Nótese el techo inclinado y la escala del edificio, y el muro de piedra medio demolido en la pared del extremo izquierdo. Este complejo de entrada se disfrazó originalmente para que pareciera una cabaña de madera estilo Fachwerk (con entramado de madera).

## Operaciones
Durante la construcción de Adlerhorst, Hitler había utilizado el castillo para planificar algunas de las primeras campañas occidentales, incluida la Batalla de Francia y el puerto de Dunkerque.
Después de la finalización de la construcción, se otorgó la aprobación rápida para la operación. Sin embargo, tras una visita de Hitler en febrero de 1940, la descartó como base de operaciones, por considerarla demasiado lujosa para su gusto espartano (y su imagen de hombre del pueblo). Por lo tanto, se le pidió a Speer que adaptara el complejo para satisfacer las necesidades de uso de la Luftwaffe , y específicamente para que sirviera como sede de la Luftwaffe para Hermann Göring durante la Operación León Marino , la invasión planificada de Gran Bretaña.
La Directiva No. 16 de Hitler (la que tenía la orden de iniciar Sealion) nombró el 'Adlerhorst' (Nido se águila) en Ziegenberg como el cuartel general de León Marino. La directiva dispuso instalar en las inmediaciones la sede de cada uno de los servicios. El Ejército y la Armada debían ocupar locales mutuos en el Cuartel General del Ejército en Giessen , mientras que la Luftwaffe trasladaría su tren del cuartel general a Ziegenberg. Ziegenberg está al norte de Frankfurt y a 32 km de Giessen, pero en ese momento era habitual que el cuartel general del servicio armado alemán estuviera separado por distancias de hasta 50 km durante una operación importante. Por ejemplo, el cuartel general de Goering estaba ubicado a 50 km de Felsennest , el cuartel general de Hitler para la invasión de Francia (10 de mayo-6 de junio de 1940)
Esta distancia no impidió que la operación tuviera éxito. Aunque Hitler no se mudó al Führerhauptquartier construido especialmente, es posible que lo haya hecho si el plan se hubiera puesto en ejecución. Su guardaespaldas de 1.100 hombres, el Fuhrer-Begleitbataillon, más un destacamento antiaéreo de la Luftwaffe de 600 hombres, se trasladaron a Adlerhorst el 5 de julio de 1940 en previsión de la llegada de Hitler. No se fueron hasta el 25 de noviembre de 1940.
Cuando se abandonaron los planes para la invasión de Gran Bretaña a favor de la Operación Barbarroja, la invasión de la Unión Soviética, el castillo y el complejo se utilizaron como centro de rehabilitación para soldados de todos los rangos y se asignaron como retiro personal de Göring.

### Ofensiva de Las Ardenas
Después del atentado del 20 de julio contra la vida de Hitler y el abandono de Wolfsschanze (Guarida del Lobo) debido a los avances del Ejército Rojo , Hitler necesitaba una nueva base militar de operaciones para la próxima Ofensiva de las Ardenas.
Adlerhorst había recibido seguridad adicional desde 1943. La mayoría de las cabañas estaban disfrazadas con árboles de hoja perenne falsos como camuflaje. A partir de octubre de 1944, Adlerhorst también se convirtió en la sede del comandante en jefe de OB West, Gerd von Rundstedt.
Hitler llegó a la estación de Giessen en su Führersonderzug (tren) el 11 de diciembre de 1944 y se instaló en la Haus 1 hasta el 16 de enero de 1945 en Limburgo, Bélgica, lo suficientemente cerca para que los generales y los comandantes del Cuerpo Panzer que estaban planeando el ataque viajaran a Adlerhorst en un convoy de autobuses operado por las SS esa noche. Con el castillo utilizado para proporcionar alojamiento adicional, el grupo principal se instaló en Haus 2/the mess. Entre los presentes se encontraban los generales Jodl, Keitel, Blumentritt, Manteuffel y el coronel general de las SS Sepp Dietrich. Junto con Hitler, Rundstedt repasó los planes a las 05:00 del 15 de diciembre; el plan que preveía el ataque de tres ejércitos alemanes compuestos por más de 250.000 hombres. Creyendo en los presagios y los éxitos de sus primeras campañas de guerra que se habían planeado en Adlerhorst, Hitler se regocijó con los primeros éxitos de las batallas, dando largos paseos por el bosque de pinos, deleitando a su equipo con sus planes y aspiraciones de posguerra.
Poco después de Navidad, Göring llegó y se instaló en el castillo. Göring sugirió en privado a Hitler que se buscara una tregua a través de sus contactos suecos. Hitler amenazó con llevar a Göring ante un pelotón de fusilamiento, antes de despedirlo como adjunto del Führer.

### Operación Nordwind
Después de dar su discurso de Año Nuevo de 1945 desde Pressehaus, Hitler regresó a Haus 1 para dar la bienvenida al Año Nuevo con sus amigos cercanos y el equipo de apoyo de la secretaría. A las 04:00 se dirigió al comedor para observar el desarrollo de la Operación Nordwind, su contraofensiva el día de Año Nuevo.
A la medianoche, nueve divisiones Panzer del Grupo de Ejércitos G comandadas por el General Johannes Blaskowitz atacaron Bastogne. Luego, ocho divisiones alemanas del Grupo de Ejércitos del Rin Superior comandadas por Heinrich Himmler montaron un ataque de distracción falso contra la posición del 7. ° Ejército de EE. UU. Y el 1. ° Ejército francés , que era la delgada línea estirada de 110 kilómetros de largo , cerca de Lembach en las montañas de los Altos Vosgos en Alsacia; 190 kilómetros al sureste.
Esta línea de defensa había sido debilitada por el general estadounidense Dwight Eisenhower , quien había ordenado tropas, equipos y suministros al norte para reforzar a los ejércitos estadounidenses involucrados en la Batalla de las Ardenas en las Ardenas. Si tuviera éxito, la operación alemana habría abierto el camino para la Operación Zahnarzt, un gran avance planificado en la retaguardia del tercer Ejército de EE. UU.
Sin embargo, habiendo descifrado las máquinas de código Enigma, cada maniobra alemana estaba preparada o flanqueada por un contraataque aliado. Esto resultó en una amarga campaña de desgaste que se perdió a partir del 25 de enero en adelante, y los alemanes se quedaron sin mano de obra, maquinaria y suministros de reemplazo.

## Abandono e intento de demolición
El 6 de enero de 1945, un bombardero aliado que regresaba arrojó una bomba de gran éxito en Ziegenberg, dañó algunos edificios y mató a cuatro residentes. Con el fracaso de la Ofensiva de las Ardenas, y sin nuevos planes militares ni los recursos para llevarlos a cabo, el alto mando militar alemán aceptó que el frente occidental estaba perdido. Hitler partió de Adlerhorst el 16 de enero de 1945 hacia Berlín.
Después de haber sido nombrado comandante de OB West el 11 de marzo, el 17 de marzo, Kesselring hizo que se retiraran documentos y materiales confidenciales del castillo, y se mudó a sí mismo y al centro de comando a la casa del OKW . El 19 de marzo, los Aliados, una vez alertados del propósito original del complejo, y sin saber si Hitler todavía estaba en la residencia, sometieron el castillo y el área circundante a un ataque aéreo con bombas incendiarias de 45 minutos por parte de un escuadrón de P-51 Mustangs. Esto resultó en la pérdida de 10 vidas civiles, el castillo y muchos de los edificios circundantes resultaron dañados, destruidos o incendiados.
El 28 de marzo, con el ejército estadounidense a solo 19 kilómetros de distancia, Kesselring ordenó la evacuación de todos los empleados civiles y las familias del personal militar.

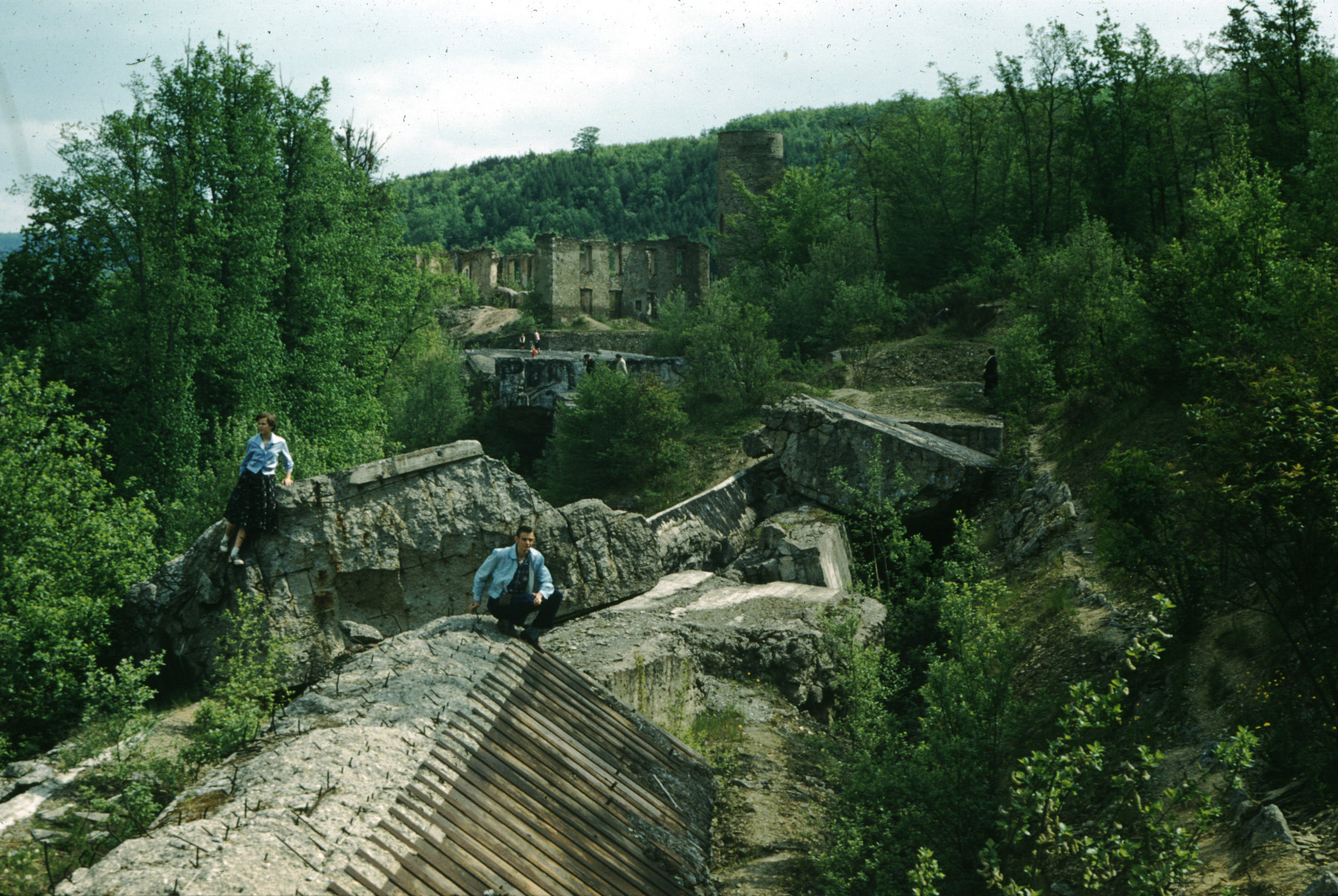
Adlerhorst y Ziegenberg (1956)

## Captura por las Fuerzas Aliadas
El castillo y el pueblo fueron capturados por unidades del Ejército de los EE. UU. el 30 de marzo de 1945. Encontraron el recinto quemado y desfigurado. El Wachhaus y el Pressehaus escaparon de la demolición, ambos bien conservados y con acceso al complejo de búnkeres restante de Adlerhorst.
Poco después, en la Operación Paperclip, se estableció un centro de detención británico-estadounidense en partes del complejo para prisioneros de guerra alemanes no militares de alto rango. Se centró en industriales, científicos y economistas clave; entre los interrogados aquí estaban Hjalmar Schacht, Wernher von Braun, Ferdinand Porsche y los líderes del conglomerado químico IG Farben. El rango más alto de estas personas de interés fue el diseñador original del complejo, Albert Speer. Otros interrogados aquí incluyeron a Hjalmar Schacht y muchos líderes técnicos, financieros e industriales.

## Presente
La mayor parte del castillo quedó en ruinas después de la guerra, pero en 1956 la Organización Gehlen, la unidad de inteligencia estadounidense-alemana que luego se convirtió en el núcleo de la Bundesnachrichtendienst, se mudó allí. Más tarde fue seguida por el V Cuerpo (Estados Unidos) que operó un academia de suboficiales, y por unidades de inteligencia de EE. UU. que dirigieron gran parte de su red de espionaje en la Alemania Oriental comunista desde el castillo. Después de un intento fallido de restauración en la década de 1960, en 1987, con la ayuda del Ejército de los EE. UU., se reconstruyó la estructura del castillo, con las paredes de piedra revestidas de estuco . Regresó al gobierno alemán reunificado en 1990, se vendió posteriormente a miembros de la familia del propietario de antes de la guerra y se convirtió en un conjunto apartamentos de lujo a partir de 1991.
Tanto la Wachhaus como la Pressehaus se conservan, siendo la Pressehaus una réplica casi exacta de la Führerhaus.
El edificio de la piscina de automóviles Kraftfahrzeughalle no fue demolido. Fue ocupado durante dos años después de la guerra por un batallón de ingenieros de combate del ejército estadounidense. Convertido en un hospital militar estadounidense en 1977, fue devuelto al gobierno de Alemania Occidental en el mismo año. El salón principal con entramado de madera sigue en pie y actualmente está ocupado por oficinas y pequeñas empresas.
Los cimientos de varias casas en el complejo se han reciclado para la construcción de casas y negocios modernos, y los cimientos de la casa OKW ahora son el sótano de un hotel y bar llamado Gasthaus Adlerhorst.